# Embolie
Pour les premières réactions opportunes en cas d'embolie cérébrale, voir Accident_vasculaire_cérébral#Premiers_secours.
 Mise en garde médicale
Une embolie (du mot grec εμβολη, embolê, signifiant « irruption ») est la présence anormale de matière appelée « embole », généralement dans le système de circulation sanguine et lymphatique. Le risque est l'obstruction d'une artère périphérique ou pulmonaire provoquant une ischémie. Le siège de cette ischémie varie en fonction du réseau vasculaire atteint. Par abus de langage, l'embolie pulmonaire est nommée « embolie » car la majorité des caillots se forment dans les veines et se déplacent, après être passés par le cœur, jusqu'aux artères pulmonaires. Le risque métastatique est le largage d'emboles tumoraux dans les vaisseaux lymphatiques et sanguins, les cellules cancéreuses envahissant ces vaisseaux et pouvant ainsi métastaser à distance.
Le terme a été introduit par Rudolf Virchow.

## Types

### Selon le vaisseau sanguin atteint
Le vaisseau obstrué peut être :
- l'artère pulmonaire, provoquant l'embolie pulmonaire responsable d'hypoxémie
- une artère cérébrale, aboutissant à un accident vasculaire cérébral
- une artère périphérique (d'un membre), aboutissant à un infarctus du membre.

L'embole se fixe très majoritairement dans une artère car chez celles-ci, contrairement aux veines, le sens de la circulation va du vaisseau le plus large au plus petit (à l'exception des réseaux vasculaires de type admirable).

### Selon la matière embolisée
Le matière embolisée peut être :
- un caillot sanguin : embole fibrino-cruorique, de loin le plus fréquent (maladie thrombo-embolique) ;
- du cholestérol, des calcifications : ce genre d'embolie peut se produire lors d'un cathétérisme ;
- de moelle osseuse : embolie graisseuse, survenant après une fracture d'un os long ;
- des cellules tumorales : embole métastatique ;
- un amas de bactéries ou de fibrine infecté (embolie septique) ;
- du gaz : embolie gazeuse ;
- du liquide amniotique : embolie amniotique, lors d'un accouchement.

### Embolie paradoxale
Le terme d'embolie paradoxale désigne le cas particulier où, à l'occasion d'une communication anormale (le plus souvent située à l'intérieur du cœur, foramen ovale perméable essentiellement), un embole peut avoir pour point de départ une veine et pour point d'arrivée un organe alimenté par une artère (hors poumon).

## Embryologie
En embryologie, l'embolie désigne un mécanisme d'invagination d'un tissu cellulaire. Elle est retrouvée dans la gastrulation, lorsque l'ectoblaste s'invagine en son centre afin d'aboutir au mésoblaste